# Bujwidy (gmina Podborze)
Bujwidy (lit. Buivydai) − wieś na Litwie, w rejonie solecznickim, 1 km na północny zachód od Podborza, zamieszkana przez 43 ludzi. Przed II wojną światową w Polsce, w powiecie lidzkim województwa nowogródzkiego.